# Corneliu Codreanu
Pour les articles homonymes, voir Codreanu.
Corneliu Zelea Codreanu, né Corneliu Codreanu (selon son acte de naissance) le 13 septembre 1899 à Huși et mort le 30 novembre 1938 vers Snagov, est un homme politique roumain.
Il est le fondateur et dirigeant de la « Légion de l'archange Michel », organisation nationaliste, chrétienne d'extrême droite, antisémite, anticommuniste et homophobe de la Roumanie de l'entre-deux-guerres, surnommée puis renommée « Garde de fer ». Il est appelé « le Capitaine » (Căpitanul) par ses camarades, eux-mêmes appelés « légionnaires » (legionari), ayant commandité des attentats contre des ministres libéraux, des temples maçonniques et des intellectuels de la Roumanie parlementaire (comme l'assassinat d'Ion Duca en 1933).
Lors des élections parlementaires de 1937, son parti enregistre sa meilleure performance, se classant troisième avec 15,8 % des voix. Il est cependant tenu écarté du pouvoir par le roi Carol II, qui invite les fascistes rivaux et le Parti national chrétien à former un gouvernement, auquel succède la dictature royale du Front national de la renaissance.
Alors que le conflit entre la Garde de fer et la monarchie roumaine continue, Corneliu Codreanu est emprisonné sur ordre du gouvernement carliste d'Armand Călinescu et assassiné en détention par les autorités.

## Biographie

### Famille et jeunesse
Korneliusz Zieliński naît le 13 septembre 1899, dans une modeste famille roumaine de la région de Bucovine, sous domination autrichienne, plus précisément du pays du Strășineț (aujourd'hui Storojynets, en Ukraine). Son grand-père maternel, Adolf Brünner, est d'origine bavaroise et le prénom de sa mère est Elisabeth (Eliza). Pendant son enfance, alors que la Bucovine fait partie de l'Autriche-Hongrie, il est un témoin sensible au contraste entre la prospérité des germanophones, allemands ou juifs, essentiellement citadins, et la pauvreté de la majorité roumaine. Il a 8 ans lorsqu'éclate en Moldavie roumaine voisine la grande jacquerie paysanne roumaine de 1907.
Son nom initial viendrait du mot polonais zieliń, « verdure », mais selon la mythologie légionnaire, il aurait été un membre de la vieille noblesse moldave de pure souche et son nom proviendrait du roumain zale (« cotte de mailles »), roumanisé en « Zelea », tout comme son prénom « Corneliu ». « Codreanu » (« forestier ») est un nom d'usage adopté par son père, nationaliste Roumain, dans les années 1920 : il apparaît dès lors dans les sources comme « Corneliu Codreanu ».

### Études et participation à la Première Guerre mondiale

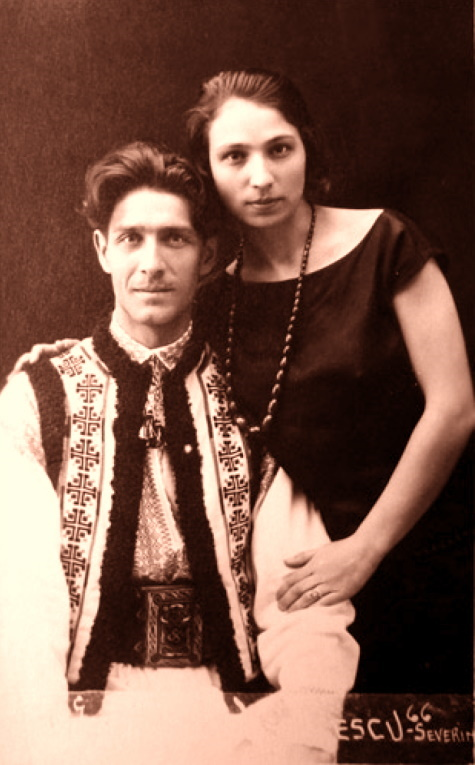
Codreanu, en tenue traditionnelle roumaine, avec son épouse depuis 1925, Elena née Ilinoiu.

Sa famille l'envoie à l'école primaire à Iași et dans sa ville natale, Huși. Entre 1912 et 1916, il est inscrit au lycée militaire du monastère Dealu.
En 1916, il termine à 16 ans ses études à l'École militaire de Bacău tandis que la Roumanie rejoint, pendant la Première Guerre mondiale, les Alliés (France, Royaume-Uni et Russie impériale). Même s'il n'avait pas l'âge minimum nécessaire à l'incorporation, il réussit à s'enrôler et suit les cours de l'École militaire d'infanterie de Botoșani entre 1917 et 1918. Durant cette période, alors que l'armée russe et l'armée roumaine combattent côte à côte, il est témoin des évènements du front moldave lors desquels les bolcheviks poussent l'armée russe à se débander. Privés d'intendance, les soldats russes se mutinent par divisions entières et se mettent à piller et incendier les villages roumains de Moldavie et Bessarabie, contraignant la Roumanie à demander l'armistice, en mars 1918, et à accepter l'humiliant traité de Bucarest de mai 1918.
Durant cette période, Codreanu et son père adoptent la conviction, conforme au droit du sang, qu'une nation forme une sorte d'« organisme vivant » qui doit se défendre contre les agressions extérieures comme « le judéo-bolchevisme, le cosmopolitisme, l'affairisme » dont les minorités ethniques, religieuses ou politiques seraient les vecteurs. Pour eux, l'identité de cet organisme qu'est le peuple roumain, passe par le travail, la religion chrétienne orthodoxe et le retour à ses racines rurales, à l'encontre des valeurs « individualistes » de l'émancipation du XIXe siècle et surtout du « poison cosmopolite des villes » des villes. Corneliu lui-même, tournant le dos à ses origines polono-allemandes et catholiques, décide de s'intégrer totalement au peuple roumain en roumanisant son nom et en adoptant la forme orthodoxe du christianisme. Il a 18 ans lorsque la Bucovine rejoint la Roumanie.
Admis à l’université de Iași, à la faculté de droit, il est élu président de la « Société des étudiants de droit », organisation qu'il divise et dissout pour fonder, en 1922, l'« Association des étudiants chrétiens ». C'est une période d'intenses réformes en Roumanie, qui connaît l'instauration d'une démocratie parlementaire (« régime des partis politiques ») et du droit du sol qui accorde inconditionnellement la nationalité roumaine aux minorités, indépendamment de leurs langues, religions et origines. Dans ce contexte, Corneliu Codreanu se barricade à l'intérieur de l'université pour protester contre la décision de ses dirigeants d'entamer la nouvelle année académique sans la traditionnelle divine liturgie. Il y voit l'« influence néfaste des cosmopolites athées, francs-maçons et juifs, qui font fi de l'identité, de l'âme, des droits et des intérêts du peuple roumain ». Il réclame un numerus clausus afin de limiter le nombre des minoritaires à l'université (à part les Roms, les minorités avaient alors un meilleur niveau d'éducation et de vie que les ruraux roumains, notamment dans les régions anciennement austro-hongroises et russes) et réserver un maximum de places aux « Roumains de souche ». Ce projet va à l'encontre de la nouvelle Constitution de 1923, qui interdit ce type de discriminations.

### Premiers engagements anticommunistes
Après la victoire de la Triple-Entente en 1918 et les violentes répressions à Bucarest, la présence bolchévique s'estompe en Roumanie, mais pas en Bessarabie, région dont le parlement (Sfatul Țării) avait proclamé l'union avec la Roumanie, mais où les minorités (un quart de la population) étaient divisées sur la conduite à tenir, une partie des Russes, des Ukrainiens et des Juifs pensant que la Russie soviétique naissante leur ferait peut-être un sort meilleur que celui qu'ils pouvaient espérer de la monarchie roumaine.
Au cours de ses études de droit à Iași, Corneliu Codreanu et son père se rapprochent d'un politicien nationaliste, l'universitaire Alexandru C. Cuza. En 1919 Corneliu adhère à la « Garde de la conscience nationale » (en roumain : Garda Conștiinței Naționale), organisation anticommuniste fondée par Constantin Pancu, qui voulait raviver la loyauté du prolétariat à la nation en offrant une alternative au communisme. Comme beaucoup de réactionnaires de l'époque, Constantin Pancu et Alexandru C. Cuza reçoivent le soutien tacite du général Alexandru Averescu et de son puissant parti conservateur, le Parti populaire.
En 1920, l'ascension au pouvoir d'Averescu, qui avait réprimé dans le sang la jacquerie de 1907, provoque de grandes manifestations socialistes dans le pays. Codreanu prend alors part aux affrontements des nationalistes contre les syndicalistes socialistes des usines Nicolina, sous-traitant des Chemins de fer roumains : il est alors un « briseur de grève ». Envoyé en stage d'études de quelques mois à Berlin et Iéna, il y rencontre les anti-spartakistes allemands. Il séjourne aussi en France, notamment en Savoie, où il travaille comme ouvrier agricole et découvre les œuvres d'Arthur de Gobineau et de Charles Maurras.

### Ligue de défense nationale chrétienne

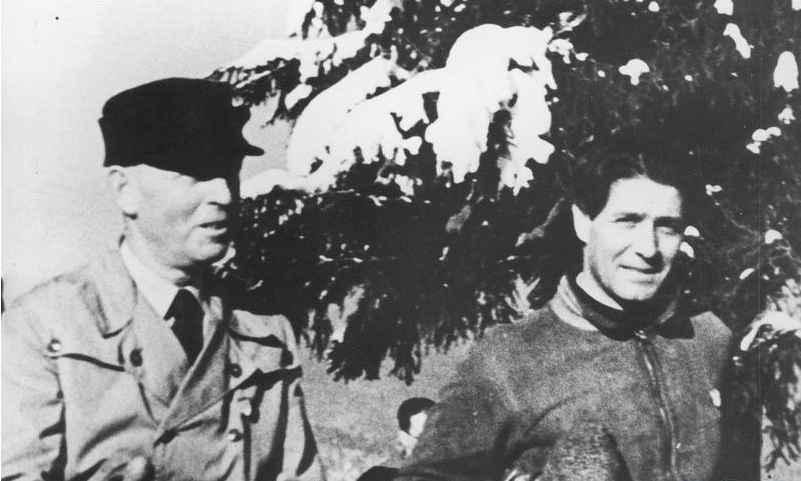
Codreanu avec Ion Antonescu en 1935.

Il fonde, en 1923, avec Alexandru C. Cuza, une organisation appelée « Ligue de défense nationale chrétienne » ((ro) Liga Apărării Național Creștine) qui n'hésite pas à menacer de mort quiconque contrarie ses desseins. L'année suivante, en 1924, alors que la police réprime une manifestation de cette organisation, Codreanu tue par balle, devant le tribunal, le préfet de police Manciu, puis est arrêté et jugé mais acquitté, le juge d'instance tranchant un cas de « légitime défense ».

### Création et expansion de la Garde de fer
À la suite des dissensions apparues dans le cadre de la « Ligue de défense nationale chrétienne », il quitte le mouvement et fonde, aux côtés de Ion Mota, Corneliu Georgescu, Ilie Gârneață et Radu Mironovici, la « Légion de l'archange Michel » (en roumain : Legiunea Arhanghelului Mihail), rapidement surnommée « Garde de fer » (en roumain : Garda de fier). Ce surnom provient de son emblème : six faisceaux noirs (trois verticaux et trois horizontaux) sur fond vert, qui fut appelé par dérision « la Grille en fer » (en roumain : Zgarda de fier). Codreanu sut transformer ce sobriquet en « Garde de fer », nom qui finit par désigner le mouvement. Ses membres prirent le nom de « Légionnaires » conformément à l'auto-désignation du mouvement : « Mouvement légionnaire » (en roumain : Mișcarea Legionară).
Au cours des années suivantes, profitant des carences de l'État et de l'instabilité parlementaire et économique, ce mouvement combat violemment, au nom de la religion chrétienne et du nationalisme roumain, la démocratie parlementaire au moyen de manifestations, de graffitis, de chantiers de jeunesse, de réseaux d'entraide, de campagnes de presse, de menaces de mort, d'attentats et d'assassinats, intimidant les juifs, les communistes, les francs-maçons, les intellectuels et les artistes jugés « décadents ». Parmi les intellectuels, des jeunes ou des moins jeunes comme Emil Cioran, Mircea Eliade ou Nae Ionescu se laissent séduire, sinon par la violence des « légionnaires », du moins par l'« aura de martyrs » dont ils se drapent face à la répression qu'ils subissent.

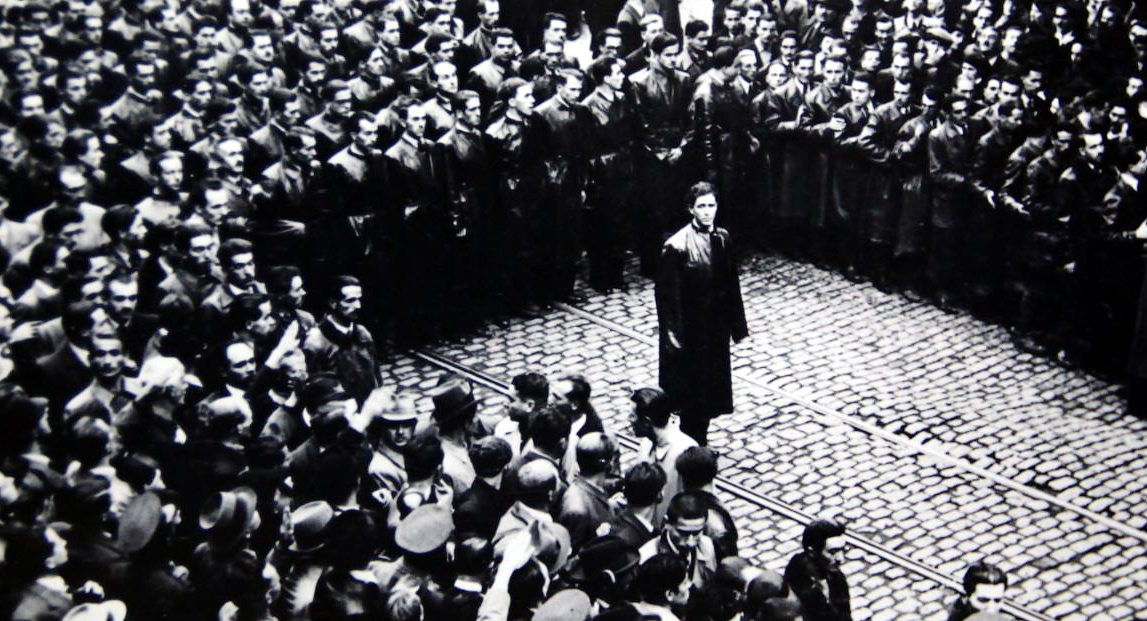
Corneliu Zelea Codreanu entouré de « légionnaires », à Bucarest en 1937.

Codreanu et ses « légionnaires » affirment vouloir instaurer en Roumanie un régime « autoritaire et antisémite » pour « lutter contre l'influence juive ». Le christianisme intégriste distingue foncièrement la Garde de fer du national-socialisme allemand : de nombreux popes rejoignent les « légionnaires ». Dans son livre « Pour les Légionnaires », Codreanu explique sa vision de la démocratie : « la démocratie détruit l'unité du peuple roumain, l'exposant ainsi affaibli devant le bloc uni de la puissance juive. ». Selon lui, « la Légion de l'archange Michel sera plus une école et une troupe, une armée, qu'un simple parti politique. »
Codreanu devient pourtant parlementaire en se faisant élire député du județ de Neamț en 1931, avec 11 300 voix (5 % des électeurs). L'année suivante, en 1932, il est réélu parlementaire, cette fois dans le județ de Tutova, après une lutte électorale serrée, qu'il remporte avec 5 600 voix en sa faveur (4 % des électeurs). Le 10 décembre 1933, le premier ministre libéral et franc-maçon, Ion Duca, annule les élections prévues en décembre 1933 et interdit la Garde de fer qui réplique en assassinant Duca dans la gare de Sinaia, le 29 décembre 1933.

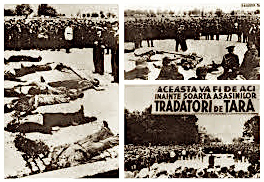
« Légionnaires » abattus le lendemain de l'assassinat d'Armand Călinescu, sur ordre du roi Carol II : la banderole proclame « ainsi finissent les assassins traîtres à leur pays », les légionnaires étant considérés comme des « agents de l'Allemagne », tout comme les communistes étaient traités en « agents de l'URSS ».

Codreanu fonde le parti « Tout pour le pays » ((ro) Totul Pentru Țară) comme branche politique du « Mouvement légionnaire », présidée par l'ingénieur Gheorghe Clime. En décembre 1937, un compromis est conclu entre Codreanu et Iuliu Maniu, chef du Parti national-paysan. La coalition remporte la majorité aux élections de 1937. Faute d'une majorité le soutenant, le roi Carol II annule les élections le 13 février 1938, suspend la Constitution et instaure le « carlisme », une dictature où la répression anti-légionnaire est dirigée par le ministre de l'Intérieur, Armand Călinescu.

### Procès et assassinat sur ordre du régime carliste

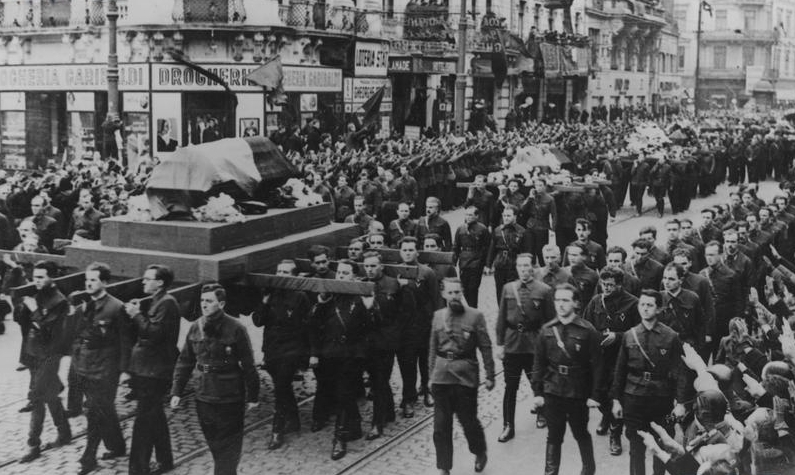
Funérailles de Codreanu.

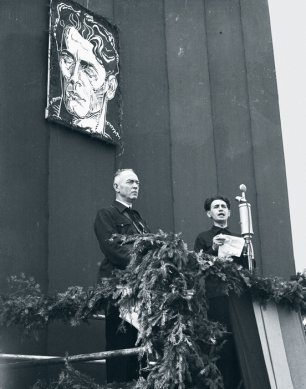
Ion Antonescu et Horia Sima discourent sous le portrait de Codreanu.

Alors que l'historien et homme politique Nicolae Iorga accuse le Mouvement légionnaire d'être la « honte de la Roumanie moderne, une meute de brutes assoiffées de haine et de violence », Codreanu lui répond : « Dans ton esprit, tu es mauvais. » Pour cette déclaration, il est traduit en justice pour « attaque verbale contre un haut dignitaire dans l'exercice de sa fonction », et condamné à six mois de détention.
En mai 1938, alors que le régime carliste est installé, un nouveau procès de Codreanu a lieu pour « sédition » ; il est cette fois condamné à dix ans de travaux forcés. Les Légionnaires commettent de plus en plus d'attentats contre des dignitaires, des banquiers, des journalistes, des salles de réunion des partis au pouvoir, des temples maçonniques, des synagogues ; la police en abat plusieurs dizaines, et une ambiance de guerre civile s'installe dans le pays. Du point de vue géopolitique, la Roumanie, membre de la Petite Entente et alliée de la Grande-Bretagne et de la France, s'oppose aux revendications et aux exigences de l'Allemagne et de ses alliés, la Hongrie et la Bulgarie.
C'est dans ce contexte que, dans la nuit du 29 au 30 novembre 1938, Corneliu Zelea Codreanu est exécuté, avec d'autres Légionnaires, à l'âge de 39 ans. Son assassinat, résultant d'un ordre du roi, officiellement pour une tentative d'évasion, est exécuté par les gendarmes qui le transportent à la prison de Jilava.
Sa mort déclenche une nouvelle vague d'attentats de la part des Légionnaires, désormais dirigés par Horia Sima. Arrivés au pouvoir en septembre 1940, les Légionnaires tuent Armand Călinescu et Nicolae Iorga, considérés comme responsables de la mort de Codreanu, ainsi que d'anciens ministres comme Virgil Madgearu, Gabriel Marinescu ou Victor Iamandi. Ion Antonescu, s'étant assuré le soutien de l'Allemagne nazie, les écarte ensuite du pouvoir.

## Œuvres
- La Garde de fer, Paris, Synthèse nationale, coll. Samizdat, 2005 [rééd. de Éditions Prométhée, Paris, 1938, éd. or. 1935], 458 p.
- Le Livret du chef de nid, Éditions Pamântul Stramosesc, Madrid, 1978.
- Handbuch für die Nester - Leitfaden für die Legionäre der Eisernen Garde, Regin-Verlag, Straelen, 2006, 138 S.  (ISBN 978-3-937129-36-5). [trad. allemande]
- Journal de prison, Puiseaux, Pardès, 1986 (trad. de l'éd. en roumain de 1951), 79 p.  (ISBN 2-86714-014-5).